# 達伯洛湖
53°15′24″N 13°12′23″E / 53.25667°N 13.20639°E
達伯洛湖（德語：Dabelowsee），是德國的湖泊，位於該國東北部，由梅克倫堡-前波美拉尼亞州負責管轄，處於梅克倫堡湖區縣，長1.5公里、寬1.4公里，面積1.01平方公里，海拔高度60米，平均水深6.6米，最大水深30.5米，水體容量669萬立方米。